# Reïntegrationisme
Het reïntegrationisme (reintegracionismo) is een Galicische taalkundige en culturele beweging die streeft naar de eenheid van het Galicisch en het Portugees. 
Het standpunt van de beweging is dat de talen een gezamenlijke geschiedenis en literaire traditie hebben in het Galicisch-Portugees, en bovendien dialecten van dezelfde taal zijn. Daarom zou Galicië toe moeten treden tot de Gemeenschap van Portugeessprekende Landen. Bovendien zou het een spelling moeten invoeren die meer op het Portugees lijkt óf een spelling identiek aan het Portugees.
Een andere visie op de Galicische taal is de isolationistische visie, waarbij de twee talen (Galicisch en Portugees), hoewel sterk op elkaar lijkend, aparte talen zijn.